# Bloons Tower Defense
Bloons Tower Defense (также известная как Bloons TD) — это серия игр в жанре tower defense, ответвление серии Bloons. Разработчик: Ninja Kiwi. Игра была первоначально создана как браузерная, выпущена в 2007 году и была доступна с помощью Adobe Flash. Более поздние игры этой серии стали поддерживать Android, iOS, Windows Phone, PlayStation Portable и Nintendo DSi.
Игроки пытаются не допустить ситуации, при которой воздушные шарики (называемые bloons вместо правильного англ. balloons) достигают конца пути передвижения. Для этого нужно разместить башни или предметы, которые могут их лопать. Некоторые башни могут задержать воздушные шарики и дать другим башням больше времени, чтобы их лопнуть. Деньги зарабатываются при лопании шаров и при прохождении волн. Они могут быть потрачены на новые башни или улучшения для существующих башен. Также в игре есть предметы: шипы (road spikes), лопающие определенное число шаров и взрывающиеся ананасы (exploding pineapples).

## Игровой процесс
Игра относится к жанру «башенная защита», поэтому в ней игрок может выбирать различные типы башен, которые будут лопать шары. Если шарик достигает конца пути, игрок теряет жизни (или здоровье); если осталось 0 жизней, игра заканчивается. Шары никогда не отступают от заданного им курса. Однако, они могут достигнуть выхода, могут быть лопнуты и могут вернуться в начало трассы (это — способность одной из башен).
В игре есть два класса воздушных шаров: обычные (в игре не названы никак) и шары класса MOAB. Обычные шары: красные, голубые, зеленые, желтые, розовые, черные, белые, железные, шары цвета зебры, радужные, фиолетовые и керамические. Шары MOAB-класса — это дирижабли. MOAB класс включает в себя:
- MOAB (Massive Ornary Air Blimp)
- BFB (Brutal Flying Behemoth)
- ZOMG (Zeppelin Of Mighty Gargantuaness)
- DDT (Dark Dirigible Titan)
- BAD (Big Airship of Doom)

Некоторые шары получают дополнительные способности. Так, это шары camo (многие башни не стреляют в них), regen (могут восстанавливаться), fortified (лопнуть шар становится в два раза сложнее). С каждым уровнем сила нападающих шаров увеличивается.
Башни — основной способ защиты в Bloons TD. Каждая башня имеет свою силу и правила использования. Часто башни могут уничтожать только определенные шары, они не способны лопнуть другие типы шаров. Каждая башня может быть улучшена, но для этого придётся потратить игровую валюту («деньги»). Деньги можно зарабатывать с помощью лопания шаров и с помощью бонуса, выдаваемого за окончание раунда. В Bloons TD 4 и последующих играх есть банановые фермы, которые могут быть использованы для получения дополнительных средств в середине раунда (в конце раунда в Bloons TD 4).
В более поздних играх серии есть несколько уровней сложности; например, в BTD5 — четыре уровня сложности, в Bloons Monkey City их 5. В BTD 5 сложность можно выбрать, от нее зависит количество жизней и стоимость улучшений. В Bloons Monkey City каждая отдельная карта получает оценку сложности.

## Выпущенные игры
В настоящее время в серии Bloons TD есть шесть выпущенных пронумерованных игр. Отдельную нумерацию или название получают либо дополнительные опции к играм, либо игры, отличающиеся от основной серии. Например, Bloons TD Battles и Bloons Monkey City. Последняя выпущенная игра: Bloons TD 6. Она появилась 14 июня 2018 года. В 2009 году серия была переименована из Bloons Tower Defense в Bloons TD. Это было связано с недопустимым использованием торговой марки TowerDefense, принадлежащей Com2uS.

### Bloons Tower DefenseиBloons Tower Defense 2
Bloons Tower Defense — первая игра в серии BTD, выпущенная в качестве флеш-браузерной игры в середине 2007 года. Игроки должны были защищаться от цветных воздушных шариков с помощью обезьян, метателей бумерангов и других башен, размещаемых на карте. Когда лопаются сильные шары, тут же появляются более слабые. Это продолжается до тех пор, пока не будет лопнут красный (самый слабый) шар. Если игрок теряет все жизни, игра окончена. Если все волны пройдены, игрок выигрывает.
Вскоре после этого в конце 2007 года была выпущена Bloons Tower Defense 2. В ней добавлены новые башни, различные карты, новые типы воздушных шариков и выбор сложности игры.

### Bloons TD 3
Bloons TD 3 была выпущена около 5 сентября 2008 года. Это произошло спустя несколько месяцев после выпуска Bloons Tower Defense 2. Как уже было сказано выше, серия была переименована из-за спора с к Com2uS. Как и во второй игре, основными улучшениями стали новые башни и карты.
Была выпущена IOS-версия, названная Bloons TD; Она была доступна с 3 октября 2009 года в iOS App Store. В эту версию добавили карты, которые были оформлены как заснеженная территория или пляж. В игре можно было заработать достижения OpenFeint.
Игра включала в себя 15 уровней для игры, которые были распределены по 5 наборам карт. Каждый следующий набор становился доступным после прохождения предыдущего. Эта версия игры также была выпущена для PlayStation Portable в 2010 году.
Еще одна версия игры, также получившая название Bloons TD, была выпущена для DSiWare в 2011 году. Для прохождения игры необходимо было победить 50 волн шаров.

### Bloons TD 4
Bloons TD 4 была выпущена 26 октября 2009 года как бесплатная онлайн-игра. Версия для iOS, выпущенная 7 декабря 2010 года, была разработана совместно с Digital Goldfish. Игровой процесс претерпел изменения: введена новая графика, возможность сохранения игры и система открытия новых башен по уровню. Система модернизации башен также была изменена: добавлены новые улучшения. Были добавлены новые карты и игровые режимы.
iPhone и iPad версии Bloons TD 4 были платными, их купили более миллиона раз. Игра также была выпущена на DSiWare в 2012 году.

### Bloons TD 5
Bloons TD 5 была выпущена 13 декабря 2011 года как браузерная игра. 15 ноября 2012 года на iOS была выпущена версия BTD5 для iPhone и iPod с новой графикой, дополнительными картами и новыми типами воздушных шариков. 19 ноября 2014 года игра была выпущена в Steam.
27 января 2012 года в игре появилась функция «ежедневное задание», за которое полагалась внутриигровая валюта. Также в одном из обновлений была добавлена новая башня под названием «Monkey Sub» (с англ. — «подводная лодка обезьян»). 23 июля 2015 года подводная лодка была добавлена и в веб-версию.
В игре появился режим «песочницы», в котором можно было тестировать башни. Добавлены боссы Dreadbloon и Blastapopoulos. Игра была переведена на 15 языков. 3 марта 2017 года игра выпущена для Microsoft Xbox One, позднее — для PlayStation 4 (9 мая 2017 года) и Nintendo Switch (13 июня 2018 года). Каждая из версий стоила 14,99 доллара США.

### Bloons TD 6
Bloons TD 6 — на данный момент заключительная игра в серии Bloons. После анонса 28 марта 2017 года на PRLog, игра выпущена для App Store и Google Play 14 июня 2018 года. Версия для Steam была выпущена 17 декабря 2018 года.
В Bloons TD 6 была добавлена 3D-графика, препятствия, которые блокируют зрение обезьяны, система monkey knowledge, две новые регулярные башни, новый тип башен heroes, новое свойство шаров fortified, фиолетовые шары, новый шар MOAB-класса под названием BAD, а также улучшения 5-го уровня и 3-е варианты улучшения для каждой башни.
Герои (heroes) — особый тип башен. Герой может улучшать сам себя без участия игрока. В игре может быть использован только один герой, он выбирается заранее. На данный[какой?] момент в игре есть 9 героев.
Свойство fortified делает шары более сильными: удваивает количество урона, которое нужно для уничтожения шара. Также свойство fortified получат все шары, которые возникнут из шара после того, как он будет лопнут. Свойство fortified могут иметь только металлические и керамические шары, а также шары MOAB-класса.

## Спин-офф
Помимо основной серии, были выпущены несколько игр, которые связаны с серией BTD, но не получили номера. Как правило, в этих играх геймплей несколько отличается от основной серии.

### Bloons TD Battles
Bloons TD Battles была выпущена 12 декабря 2012 года. Для Android и iOS — с 5 по 6 ноября 2013 года. 20 апреля 2016 года появилась в Steam в качестве «портированной версии».
Геймплей похож на Bloons TD 5, но два игрока соревнуются друг против друга в одном из трех режимов игры. В режиме «штурм» (assault) каждый игрок, как правило, проходит уровни, которые становятся сложнее по мере прохождения. Игрокам также предоставляется возможность приобретать дополнительные шары, которые попадают к противнику. В режиме «защита» (defense) экран разделен по вертикали. Игроки играют в обычную BTD. Однако они могут тратить деньги, чтобы увеличить свой доход. В режиме «Карточные битвы» (Card Battles) игроки выбирают из набора карт некоторые. Карты мешают противнику играть. Цель игроков во всех трёх режимах — победить соперника. Мобильная версия Bloons TD Battles также включила в себя башни Monkey Sub, Monkey Engineer, Bloonchipper, Heli Pilot и «COBRA». В игре используется система подбора игроков.

### Bloons Monkey City
Bloons Monkey City была выпущена 25 ноября 2013 года. Как и в Bloons TD Battles, основной игровой процесс аналогичен BTD5, однако игрок должен строить и расширять город, захватывая территории, называемые tiles. У города есть уровень. Чтобы повысить уровень, нужно заработать определенное количество XP. Игроки получают XP, захватывая территории, выполняя миссии, строя башни. Для некоторых функций игры (Monkey vs. Monkey, monkey knowledge) есть ограничение по уровню.
Функция Monkey vs. Monkey позволяет игрокам сражаться друг против друга. Атаку на другого игрока можно запустить с помощью ресурса «Bloontonium». Чтобы получить этот ресурс, нужно использовать генераторы. Если противник не защитился от атаки, атакующий крадёт игровую валюту (city cash). City cash используется для постройки башен. Также в игре есть «премиальная валюта», называемая bloonstones. Наконец, в зависимости от успехов в Monkey vs. Monkey игроки могут получить «очки чести города» (city honor). Честь города не играет никакой роли, она всего лишь является достижением.
Одним из основных отличий этой игры от других в серии Bloons являются здания. Здания в Bloons Monkey City нужны для модернизации башни. Некоторые здания позволяют построить другие здания, некоторые — использовать шары определенного типа при атаках. Многие здания также влияют на и количество башен, которое вы можете использовать в игре. С помощью некоторых зданий открываются новые обезьяны, с помощью других —- улучшения для этих обезьян. Особые здания строятся для открытия улучшений четвертого уровня, для открытия технологии лопания шаров Camo и шаров класса MOAB (также особые здания нужны для улучшений Sun God и Robo-Monkey). В игре есть 3000 игровых клеток территории и новый тип шара: DDT.
В середине 2014 года выпущен новый режим Contested Territory. Это — мини-игра, которая предлагает награды и группирует игроков. Каждый из игроков, попавших в группу, соревнуется с другими за право владения особой территорией, приносящей city cash.
Сначала игра была выпущена в браузере, версии для iOS и Android были выпущены 3 декабря 2014 года и 18 февраля 2015 года соответственно.

### Bloons Adventure Time TD
Bloons Adventure Time TD — это игра, тематика которой связана с Bloons TD и с серией мультфильмов «Время приключений». О её появлении было объявлено на сайте Cartoon Network и в блоге Ninja Kiwi 8 и 9 марта 2018 года соответственно.
Игра была выпущена 14 июля в Австралии, Новой Зеландии, на Филиппинах и в Сингапуре для Android и iOS, затем — выпущена на международном уровне. В игре участвуют персонажи из мультфильма «Время приключений», (Финн, Джейк и Принцесса Бубльгум), а также обезьяны: Max, Cassie, C4 Charlie.
Игровой процесс похож на другие игры серии, но появились новые предметы и новое оружие В игре есть как минимум 15 приключений и 50 карт.

## Оценки
| Год  | Игра              | Платформа | Оценка Metacritic |
| ---- | ----------------- | --------- | ----------------- |
| 2009 | Bloons TD 4       | iOS       | 69/100            |
| 2012 | Bloons TD 5       | iOS       | 79/100            |
| 2012 | Bloons TD Battles | iOS       | 78/100            |
| 2023 | Bloons TD 6+      | IOS       | 90/100            |

Вскоре после выхода Bloons Tower Defense Лор Шеберг (из журнала Wired) охарактеризовал игру как веселую и захватывающую, назвав ее «одним из лучших проявлением поп-культуры». В 2012 году Джастин Дэвис (из IGN) назвал Bloons Tower Defense одной из лучших бесплатных игр в жанре tower defense, несмотря на «любительскую» графику. Позже он отметил, что в новых версиях игра была улучшена.
Редактор IGN Daemon Hatfield сказал, что, по его мнению, Bloons TD 3 смогла выделиться в своём жанре. IOS-версия игры получила неоднозначные отзывы, некоторые хвалили башни и хороший игровой процесс, но пользовательский интерфейс, элементы управления и отсутствие таблиц рекордов нередко подвергались критике. Версия DS получила аналогичные оценки, и Лукас Томас (из IGN) назвал ее «довольно хорошим улучшением старой доброй Bloons TD». Kristan Reed из Eurogamer поставил версии PSP оценку 8/10, описав ее как «ошеломляющую». Однако, он отметил, что музыка, похоже, нужна, чтобы «сводить вас с ума».
Редактор GameZebo Джим Сквайрс поставил Bloons TD 4 оценку 3.5 / 5, похвалив её за карты и башни и за большое количество контента. Однако, по его мнению, игра «не принесла ничего нового в жанр». Редактор GamePro Райан Ригни присвоил Bloons TD 4 рейтинг 2/5. Он заявил, что игра имеет тот же геймплей, что и предыдущие игры, а «экран становится настолько беспокойным, что играть уже не весело»; некоторые другие критики также отметили эту проблему.
Bloons TD 5 получила оценки, похожие на предыдущую версию: рецензенты положительно отзывались о количестве карт, башен и уровней, но критиковали отсутствие инноваций и проблемы с работой устройств на высоких уровнях. Bloons TD 4 и Bloons TD 5 вошли в топ-10 платных приложений в App Store. Bloons TD 4 была продана более 1 миллиона раз. Bloons TD оставалась в топ-100 приложений не менее 3 месяцев, а Bloons TD 5 стала 8-м самым покупаемым приложением для iPhone в 2013 году. Согласно статистике по всем платформам, в игру сыграли более миллиарда раз.